# Битка при Цецора (1620)
Битката при Цецора (или Цуцора, както е по-правилно според румънския правоговор) е битка между войските на Полско-литовския съюз (подкрепена от молдовска въстаническа войска) и Османската империя (с ногайски ариергард), станала между 17 септември и 7 октомври 1620 г. край р. Прут, Молдова.

## Предистория
Поради провала на полската дипломатическа мисия в Истанбул и недоволствата и на двете страни от Бушаския мир (в границите на Полша продължават да нахлуват казаци и татари), отношенията между двете империи се изострят в началото на 1620 г. И двете страни започват да се готвят за война, защото никоя не е готова. Турците планират война през 1621 г., докато Сеймът на Съюза прекратява всички задачи, които изпълняват хетманите. На тайно събрание членовете на сената, убедени от австрийския представител, решават да изпратят полските войски още през 1620 г., въпреки че повечето от сенаторите не са вярвали, че войските имат достатъчна подготовка. Хетман Станислав Жулкевски, който тогава е на над 70 години (политиката на Съюза не позволявала напускането на държавни постове, какъвто бил постът хетман), виждайки бъдещата война, решава да срещне турските войски на чужда територия, като очевиден избор е Молдова.
Хетманите Жулкевски и Конецполски водят армията в Цуцора (според полските източници – Цецора), селище в днешния окръг Яш, Румъния, за да се бият с ордата на хан Темир. Армията им наброява над 10 хиляди души (2000 пехотинци и почти без казашка кавалерия), като много голяма част от нея е съставена от личните войски на магнатските семейства Корецки, Заслявски, Казановски, Калиновски и Потоцки. Армията навлиза в Молдова през септември. Молдовският владетел Гаспар Грациани, васал на Османската империя, решава да въстане и да застане на страната на Съюза. Грациани избива еничарите в Яш и пленява пратениците на султан Осман II (който смята да го махне от длъжност и да го изпрати в Истанбул), след което решава да бяга, но, принуден от поляците на Жулкевски, се присъединява към войските на Съюза. Въпреки това много молдовски боляри се разделят, с цел всеки да защитава собственото си имущество от разграбване от недисциплинираните магнатски войски, а други решават да изчакат изхода от войната и да се присъединят към страната победителка. Така само няколко хиляди (600 – 1000) молдовски въстаници се присъединяват към полските войски. Жолкевски заповядва на войските си да се преместят в укрепения лагер (останал от предишни войни) в Цецора.

## Битката
На 10 септември край Цуцора (близо до Яш, Румъния) войските на Съюза срещат татарско-османска армия с влашки подкрепления (наброяваща 13 – 20 хил. души) под командването на Искендер паша, бейлербей на Очаков (Ози). Тази войска е изпратена от султан Осман да помогне на Габор Бетлен срещу Хабсбургите. Татарската войска изненадва полската армия.
По време на първия ден на битката (18 септември) много молдовски въстаници се прехвърлят на другата страна и бързо атакуват поляците. Наемниците, личните войски и техните водачи магнати бързо губят боен дух. Станислав Конецполски командва десния фланг на войските на Съюза. На 19 септември полската загуба става ясна, но Конецполски все още държи позиции и не допуска разделяне. На 29 септември полските войски са разбити от османските редици и табори и започват да отстъпват. Това отчасти става и защото Грациани подкупва няколко магната и техните лични войски започват да бягат, като паникьосват и кавалерията и тя ги последва. Това обаче е само началото. Последвалите атаки по време на отстъплението (най-жестоката е на 3 октомври) са отблъснати. Малко след това, след като виждат река Днестър и полската граница, войските започват да се разделят.
По време на друга голяма засада на 6 октомври повечето от магнатите и благородниците са принудени да бягат на север. Повечето полски войници са убити или пленени. Хетман Жулкевски е убит, а много други благородници, сред които Конецполски и Богдан Хмелницки, са пленени. Главата на Жолкевски е набучена на пика и изпратена на султана, а често месещият се в молдовските работи херцог Корецки е екзекутиран в Истанбул.
С тази важна победа, по съвет на великия везир Али паша и Габор Бетлен, Осман решава да укрепи властта си и дори да я увеличи. Новият владетел на Молдова е Александру Илиаш, а въстаналият Гаспар Грациани загива на бойното поле на 29 септември.

## Последици
През 1621 г. армия от 200 – 250 хиляди турски ветерани тръгва от Одрин към границата с Полша. Турците след победата си при Цецора имат големи надежди за превземането на Украйна – част от Полша. Полският командир Ян Карол Ходкевич пресича Днестър през септември 1621 г., водейки със себе си армия от около 35 хил. войници и казашки съюзници и влиза в Хотинската крепост, като блокира пътя на бавното турско настъпление. Последвалата битка трае почти цял месец (2 септември – 9 октомври) и когато полският хетман успява да отблъсне османците към брега, завалява първият есенен сняг (битка при Хотин). Поради късния сезон Осман губи около 40 хил. войници, което го кара да преговаря за мир. Резултатът е примирие с Хотинския договор, който дава някои изгоди на Полша, но с всички изисквания на Османската империя.
Осман обвинява за това липсата на интерес и дегенерирането на еничарите. Модернизационните му мерки в армията не са посрещнати добре от еничарите и висшата класа. На 18 май 1622 г. се вдига въстание, водено от еничари и ученици в медресета, като в резултат Осман е убит на 20 май от набиращите власт въстаници.